# Charles Howard, 1.º Conde de Nottingham
Charles Howard, 1.º conde de Nottingham (1536 – 14 de dezembro de 1624) foi um estadista e almirante britânico.
Ele era filho de William Howard, 1.º barão de Effingham Howard (c. 1510–1573) e Margaret Gamage (d. 18 de maio de 1531), filha de Sir Thomas Gamage. Ele era um neto de Thomas Howard, 2.º duque de Norfolk. Em junho de 1563 casou-se com Catherine Carey, a filha mais velha de Henrique Carey, 1.º barão Hunsdon, mais tarde Lord Chamberlain.
Ele sucedeu seu pai como 2.º barão de Effingham Howard em 1573 e foi criado Earl of Nottingham em 22 de outubro de 1596.
Charles Howard era marinheiro sob o comando de seu pai na juventude. Ele era o primo de Ana Bolena (a mãe de Ana era meia-irmã do pai de Charles) e ocupou vários cargos proeminentes durante o reinado da filha de Ana, Elizabeth I. Ele atuou como embaixador de França em 1559.
Ele foi retratado por John Shrapnel no filme Elizabeth: A era de Ouro.